# Cecidonia
Cecidonia — рід грибів родини Lecideaceae. Назва вперше опублікована 1988 року.

## Класифікація
До роду Cecidonia відносять 2 види:
- Cecidonia umbonella
- Cecidonia xenophana